# Récif Eldad
Le récif Eldad (en anglais Eldad Reef, en vietnamien Đá Én Đất, en tagalog Bahura ng Malvar, en mandarin Āndá Jiāo (en sinogrammes simplifiés 安达礁)), est un récif situé à l'extrémité nord-est du banc Tizard au nord-ouest de Dangerous Ground dans les îles Spratleys en mer de Chine méridionale,,.

## Géographie
Le récif Eldad se trouve à environ 14 km du récif Petley au nord-ouest, à 24 km de la caye Sand à l'ouest et à 36 km de l'île Taiping à l'ouest. Il se trouve à environ 42 km de l'île Namyit au sud-est et à environ 54 km des récifs de Gaven au sud-est.
La plate-forme récifale globale mesure jusqu'à 14 km de long sur son côté le plus long orienté ouest-nord-est et environ 3 à 4 km de large sur son axe nord-ouest-sud-est. Le récif est submergé sous l'eau à marée haute et seuls quelques rochers émergent à marée basse. Le platier récifal de 10,85 km2 est entouré par une pente récifale de 10 km2. Cette plateforme de récif corallien est caractérisée par une partie nord-est peu profonde (où se trouve le platier récifal) et une grande pente récifale située au sud-ouest du platier récifal, du côté du lagon profond central du banc Tizard.

## Ressources halieutiques
Le récif Eldad a toujours été une zone de pêche naturelle pour les pêcheurs chinois, et c'est le seul endroit où les pêcheurs chinois doivent passer de Huangmashan (île Taiping) au récif Triangle et au récif Mischief. Les pêcheurs disent qu’il faut retirer davantage de gâteaux d’argent des escargots en fer à cheval.
Les enquêtes sur la pêche en Chine en 1998 et 2002-2004 ont révélé que les eaux proches du récif Eldad sont riches en ressources halieutiques et que les pêcheurs ont obtenu des récoltes abondantes grâce à la pêche au harpon, à la plongée en apnée et à d’autres engins de pêche au filet.

## Statut légal
Le récif Eldad a des rochers exposés à marée haute. La profondeur augmente progressivement de la face sud à la face nord et seuls quelques rochers émergent à une hauteur de 1,3 mètres au-dessus du niveau de la mer.
Selon le droit de la mer, le récif Eldad doit être classé comme rocher et bénéficie de 12 milles marins de mer territoriale et de zone contiguë. Certains chercheurs ont discuté de la possibilité d'établir une ligne de base droite pour les îles Spratleys sur cette base.

## Revendication de souveraineté
Comme pour toutes les îles Spratleys, la propriété du récif Eldad est contestée. Elle est revendiquée par la république populaire de Chine, le Viêt Nam, les Philippines, et la république de Chine (Taïwan).

## Structures artificielles
En juin 2014, le gouvernement philippin a publié des photographies montrant les efforts chinois pour étendre, via le dragage du sable du fond marin, cinq récifs que la Chine occupe dans les îles Spratleys : Cuarteron, Eldad, Gaven, Hughes et Johnson.
La Chine a démenti en décembre 2022 les informations selon lesquelles elle développerait des récifs et des cayes dans la mer de Chine méridionale.
Plusieurs indices détectés par images satellitaires laissent penser que la Chine est en train de mettre en place les fondations de futures îles artificielles dont le récif Eldad.
Il n'y a aucune structure artificielle visible sur le récif Eldad en 2023.

## Histoire
En 1935, le Comité d'examen des cartes des terres et des eaux de la République de Chine a annoncé le nom standard de récif Irud. En 1947, le ministère de l'Intérieur de la République de Chine a annoncé le nom standard de récif Anda. En 1983, le Comité chinois des noms géographiques a également annoncé le nom standard de récif Anda. Les pêcheurs chinois l'appellent gâteau d'argent (ou gâteau de sable d'argent) et pot d'argent.
Les livres de langue anglaise l'appellent généralement « Eldad Reef » (Eldad était le capitaine du navire britannique Cacique et a publié son enquête sur Eldad Reef dans le China Sea Directory en 1868),,.
Lorsque le Japon a envahi et occupé le récif pendant la Seconde Guerre mondiale, il a été nommé récif de l'Est ; les Philippines l'ont nommé récif Malvar et le Viêt Nam l'a nommé đá Én Đất.
La république populaire de Chine a débarqué sur le récif Eldad en mai 1989. Le 28 avril 1990, le ministère vietnamien des Affaires étrangères a envoyé une note diplomatique protestant contre l'action de la Chine d'envoyer des troupes pour occuper le récif Eldad.
| Île de Itu Aba Récif Zhongzhou Caye Sand Récif Petley Récif Eldad Île Namyit Récif de Gaven du Sud Récif de Gaven du Nord Localisation du récif Eldad dans la zone d'atoll ouverte du banc Tizard (Image satellite du banc Tizard prise par la NASA). |